# Cold Edge e.p.
「Cold Edge e.p.」（コールド・エッジ イーピー）は、日本のロックバンド、9mm Parabellum Bulletの3枚目のEP。2009年9月30日発売。

## 解説
セルフ・プロデュース作品第2弾。
表題曲は2009年9月9日に日本武道館にて行われた「999(アット ブドウカン)」にて初披露された。カップリングには同ライブ音源が収録される。開催からわずか3週間での緊急リリースとなった。菅原も「これだけのスピードでリリースされるのはおそらくないんじゃないか」とブログでコメントしている。
ちなみに表題曲は会場限定シークレットシングルとして来場者全員にプレゼントされた。その後、残響record ONLINE STOREにて1日限定（999枚限定）で販売され、完売となった。
初回限定：“オリジナル・ジャケットデコレーション・ステッカーキット”付。これは、上記のシークレットシングルのジャケットや小物などに自由にデコレーション出来るもので、青・赤・黄・緑の4種のうち1種がランダムに封入されている。また、これらとは別にスペシャルカラー（金・銀）が存在。銀はラジオや雑誌などのコーナーで抽選にてプレゼントされた。金は発売日当日に購入特典としてステッカー配布イベントが催され、メンバーの手によって直接参加者に手渡しされた（新宿・渋谷・名古屋・大阪の4ヶ所で開催。事前に整理券配布がなされ、整理券と引き替えでステッカーが配布された）。
PVをよく見ると、滝がドラムをたたいている場面（2:22辺り）がある。

## 収録曲
1. Cold Edge (3:32)
（作詞：菅原卓郎　作曲：中村和彦）
レコーディングは次作の命ノゼンマイより後に行われた。
北海道テレビ製作番組「NO MATTER BOARD」オープニングテーマ
2. Live Track From "999" 09.09.09 At Budokan (56:53)
武道館公演「999（アット ブドウカン）」の音源をMC含めて約57分収録。曲目は以下のとおり。
後にリリースされるDVDではカットされているMCが収録されている。
  1. (teenage)Disaster
  2. Mr.Suicide
  3. Trigger
  4. We are Innocent
  5. Psychopolis
  6. Hide & Seek
  7. atmosphere
  8. 悪いクスリ
  9. Heart-Shaped Gear
  10. Vampiregirl
  11. 次の駅まで
  12. marvelous
  13. Talking Machine
  14. Black Market Blues
  15. Punishment